# Loudetiopsis falcipes
Loudetiopsis falcipes är en gräsart som först beskrevs av Charles Edward Hubbard, och fick sitt nu gällande namn av James Bird Phipps. Loudetiopsis falcipes ingår i släktet Loudetiopsis och familjen gräs. Inga underarter finns listade i Catalogue of Life.